# Sequeira
Sequeira é uma povoação portuguesa do Município de Braga que é sede da Freguesia de Sequeira, freguesia com 4,35 km² de área e 1741 habitantes (censo de 2021), tendo, por isso, uma densidade populacional de 400,2 hab./km².
Até 1841, pertenceu ao vizinho concelho (atual município) de Barcelos.

## Demografia
A população registada nos censos foi:
| Distribuição da População por Grupos Etários | Distribuição da População por Grupos Etários | Distribuição da População por Grupos Etários | Distribuição da População por Grupos Etários | Distribuição da População por Grupos Etários |
| -------------------------------------------- | -------------------------------------------- | -------------------------------------------- | -------------------------------------------- | -------------------------------------------- |
| Ano                                          | 0-14 Anos                                    | 15-24 Anos                                   | 25-64 Anos                                   | > 65 Anos                                    |
| 2001                                         | 329                                          | 352                                          | 1083                                         | 266                                          |
| 2011                                         | 233                                          | 209                                          | 1033                                         | 336                                          |
| 2021                                         | 196                                          | 185                                          | 930                                          | 430                                          |

## Património
- Igreja paroquial
- Casa e capela de São Paio
- Povoado fortificado do Monte das Caldas
- Casa Grande do Carvalho
- Casa de Penavoente
- Casa dos Correias

## Sitio oficial da Freguesia
- http://www.jf-sequeira.pt/ Em falta ou vazio |título= (ajuda)